# Ale Gorrín
Alejandro González  Gorrín (Santa Cruz de Tenerife, 8 de agosto de 2002), más conocido como Ale Gorrín,  es un futbolista español que juega como guardameta en el Club Deportivo Mirandés de la Segunda División de España.

## Trayectoria
Natural de Santa Cruz de Tenerife, es futbolista formado en el C. D. Águilas hasta 2019, fecha en la que ingresaría en la U. D. Las Palmas, para jugar en categoría juvenil. Más tarde, formaría parte Juvenil B, Juvenil A, Unión Deportiva Las Palmas "C" y Las Palmas Atlético. En la temporada 2023-24, jugó un total de 4 partidos con Las Palmas Atlético de Tercera Federación y el portero estuvo en dinámica del primer equipo y fue convocado en numerosas ocasiones.
Al final de la temporada 2023-24 se desvinculó del conjunto amarillo, para, el 30 de julio de 2024, fichar por el C. D. Mirandés de la Segunda División de España por dos temporadas.